# Municipio de Menoken (Dakota del Norte)
El municipio de Menoken (en inglés: Menoken Township) es un municipio ubicado en el condado de Burleigh en el estado estadounidense de Dakota del Norte. En el año 2010 tenía una población de 154 habitantes y una densidad poblacional de 1,65 personas por km².

## Geografía
El municipio de Menoken se encuentra ubicado en las coordenadas 46°51′7″N 100°31′43″O / 46.85194, -100.52861. Según la Oficina del Censo de los Estados Unidos, el municipio tiene una superficie total de 93.05 km², de la cual 92,89 km² corresponden a tierra firme y (0,17 %) 0,16 km² es agua.

## Demografía
Según el censo de 2010, había 154 personas residiendo en el municipio de Menoken. La densidad de población era de 1,65 hab./km². De los 154 habitantes, el municipio de Menoken estaba compuesto por el 100 % blancos. Del total de la población el 1,95 % eran hispanos o latinos de cualquier raza.